# Olalla
Olalla est une nouvelle de l'écrivain écossais Robert Louis Stevenson publiée en décembre 1885 et s'inscrivant dans la tradition du roman gothique. Elle a été reprise en 1887 dans le recueil Les Gais Lurons et autres contes.

## Résumé
En convalescence après avoir été soigné pour une tuberculose, le narrateur s'installe en Espagne dans un vieux château dont les trois résidents sont bien particuliers. La mère reste toute la journée dans un genre d'hébétude au soleil dans la cour intérieure. Elle parle, mais très peu, avec un défaut de langage et uniquement de sujets extrêmement simples. Le narrateur juge qu'elle ne vit que dans le moment présent, un peu comme un animal le ferait. Le fils, Felipe, un peu de la même manière, a tout d'un simple d'esprit. Ces personnages sont les descendants d'une grande famille qui, selon toute apparence, a dégénéré par endogamie.
Ce n'est qu'après quelques jours qu'il rencontre Olalla, fille de la première et sœur du second, qui est d'une complexion entièrement différente. Olalla est cultivée et écrit des vers. Dès le premier regard, le narrateur en tombe follement amoureux, et tout porte à croire que cette violente attirance est réciproque. Il leur faut toutefois quelques jours de plus avant de se dire leurs premiers mots. Olalla lui confirme qu'elle l'aime, mais le conjure de partir sur-le-champ, pour leur bien à tous deux. Le narrateur ne peut se résoudre à lui obéir et cherche à élucider le mystère de ce château.

## Adaptation
- La nouvelle a fait l'objet d'une adaptation au cinéma bolivien en 2015 réalisée par Amy Hesketh sous le titre Olalla. Un court métrage a également été produit en 2006 en Espagne sur le même sujet.